# オイスターペイル

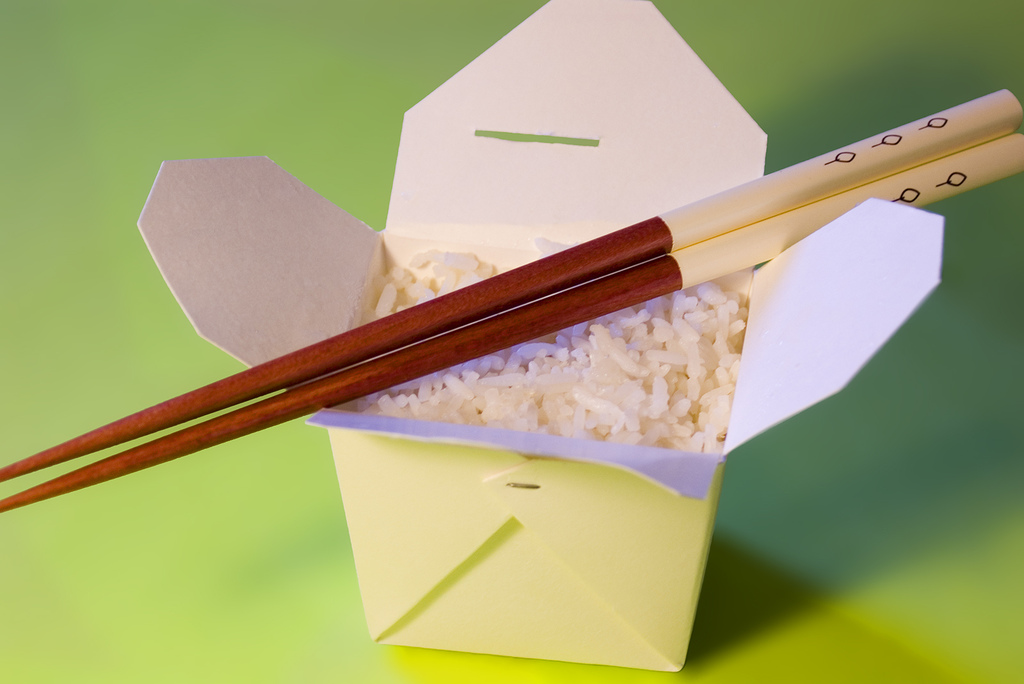
蓋の開いたシンプルなオイスターペイル。中の米飯を直接箸で食べる。

オイスターペイル（英: oyster pail、paper pail とも）とは、ワックス加工もしくは樹脂加工を施した板紙を折って作る箱状の容器。元はカキ（オイスター）を入れるものだったが、現在では主に米国全域の中華料理店でテイクアウト用に使われている。暖かい食品にも冷たい食品にも用いる。針金の持ち手を付けるのが一般的（「ペイル」はバケツを意味する）。オーストラリア、ニュージーランド、ドイツ、ポーランド、イギリス、ブラジルのような西洋諸国でも用いられるが、中国や華僑の多いアジア国家ではまれにしか見られない。

## 特徴
安価だが丈夫で傾けなければ汁が垂れない点で優れる。上部のフラップを組み合わせると蓋になる構造が多い。折り紙のように折って作るので熱い食品を入れても湯気が逃げる口がある。食べるときは箱からそのまま箸で食べるのが一般的。主に米国の中華料理店で用いられるが、ヨーロッパや南米の一部にも広まり始めた。
持ち手を針金ではなくプラスチックにしたり、持ち手をなくした電子レンジ対応のオイスターペイルもある。持ち手はないが金属の留め金を使っている電子レンジ非対応のタイプも存在する。
食品以外の貯蔵・運搬にも用いられ、バスビーズやナッツ類、クレヨンなどを入れるギフト用の箱としてラッピング専門店で売られることもある。

## 歴史
初期に出願された特許には1890年、1894年、1908年のものがある。当時のオイスターペイルは現在より水揚げ量が多く低価格で人気があった生ガキを入れる箱だった。カキの殻を剥くのには技術が必要で慣れないと怪我をすることもあったため、店で剥いてもらった身だけを持ち帰って調理するのが普通だった。安価で衛生的なオイスターペイルはこの用途にうってつけだった。20世紀初頭にはハチミツを入れるのにも使われた。20世紀半ばになると乱獲によってカキの価格が高騰し、オイスターペイル生産者は大量の在庫を抱えるようになった。

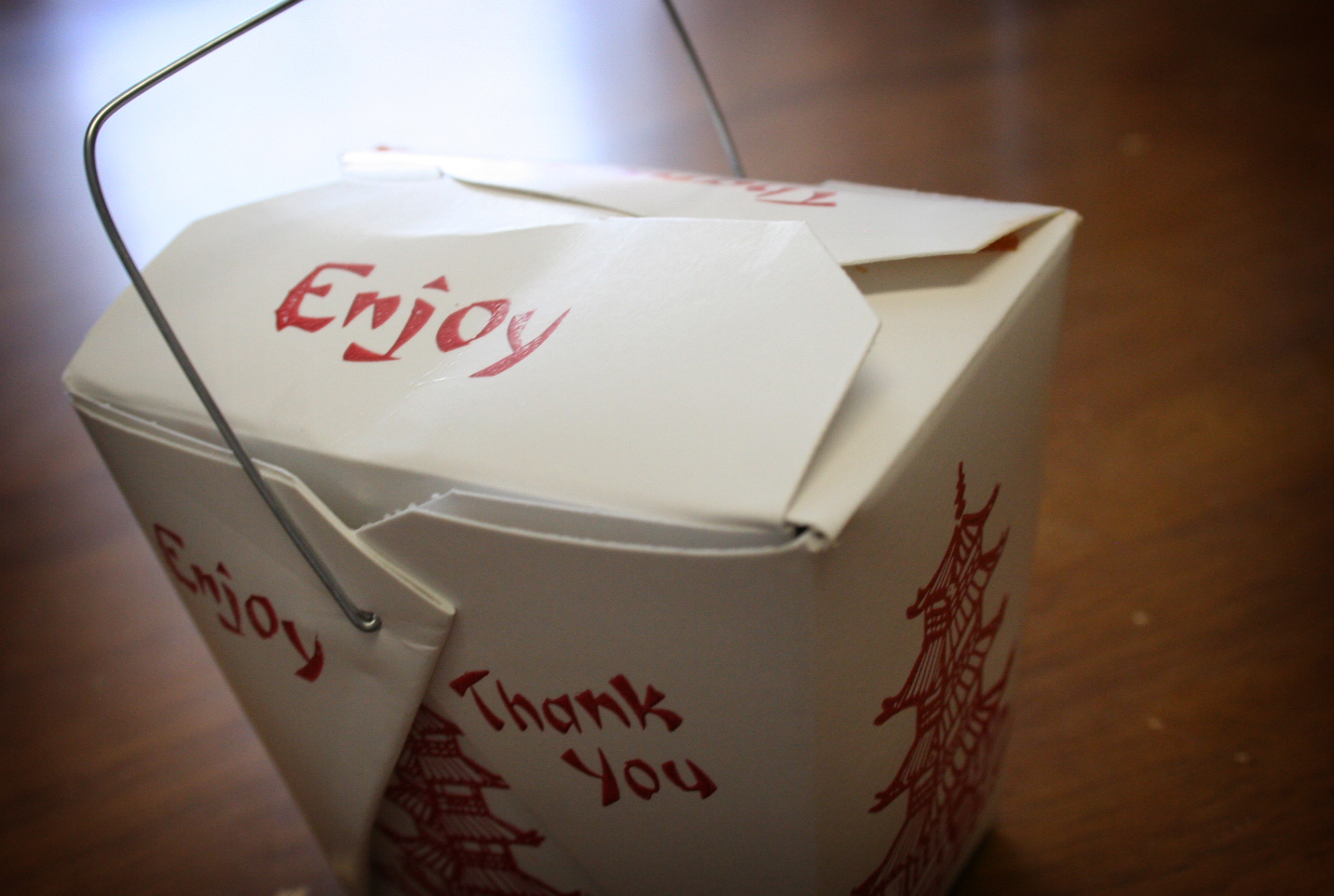
中華料理店で提供されたオイスターペイル。

第二次世界大戦後の米国では自宅で温め直して食べるテイクアウト料理が大きく需要を伸ばした。中でも中華料理は美味しいだけでなく目新しく安価で時間が経っても味が落ちにくいため人気が高かった。オイスターペイルはすぐに「チャイニーズ・テイクアウト」に取り入れられた。板紙はある程度の保温効果があり、米飯のほか芙蓉蛋や餡かけといった汁気の多い料理など多彩な料理に使えた。ただし熱い汁物を入れるのには適さなかった。
オイスターペイルはフライドポテトや貝のフライのような伝統的米国料理のテイクアウトにも使われているが、現在ではテイクアウト中華を強く連想させるものになっている。国立アメリカ歴史博物館が2011年に行った企画展 Sweet & Sour: A Look at the History of Chinese Food in the United States （→糖醋（甘酸っぱい）―アメリカ中華料理の歴史を訪ねる）でもこの種のテイクアウト容器が展示された。